# Acacia spooneri
Acacia spooneri är en ärtväxtart som beskrevs av O'leary. Acacia spooneri ingår i släktet akacior, och familjen ärtväxter. Inga underarter finns listade i Catalogue of Life.